# Algimantas Čekuolis

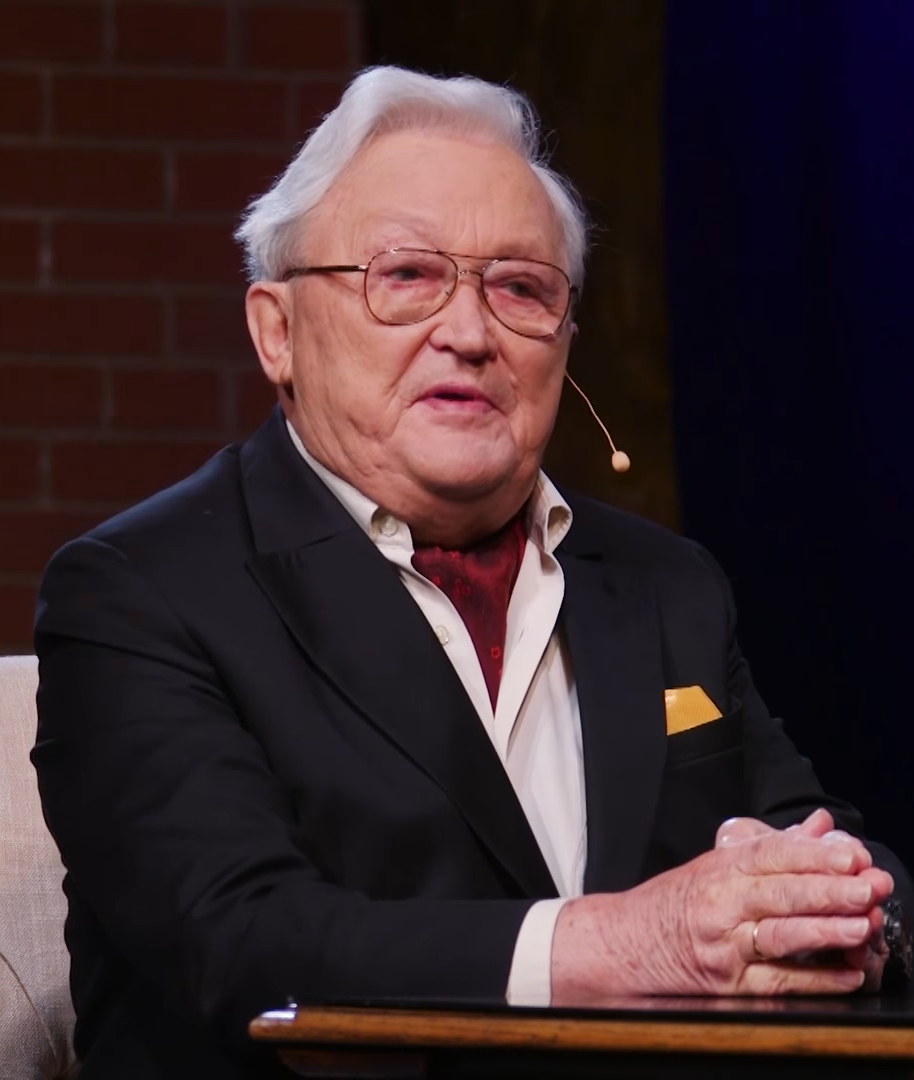
Algimantas Čekuolis, 2022

Algimantas Jurgis Čekuolis (* 10. November 1931 in Panevėžys; † 4. April 2025 in Trakai) war ein sowjetischer bzw. litauischer Journalist, TV-Moderator, Publizist, Schriftsteller und Reiseleiter.

## Leben
1948 absolvierte Algimantas Čekuolis das Erwachsenen-Gymnasium in Vilnius. 1953 schloss er ein Studium am Maxim-Gorki-Literaturinstitut in Moskau ab. Danach reiste er über 10 Jahre und arbeitete als Seemann. In dieser Zeit schrieb er acht Bücher.
1962 wurde Čekuolis in Havanna zum Übersetzer aus dem Spanischen. Dort arbeitete er drei Jahre und verbesserte seine Spanischkenntnisse. Von 1975 bis 1979 leitete Čekuolis das sowjetische Büro der Presseagentur „Novosti“ (APN) in Lissabon. 1986 wurde Čekuolis Chefredakteur der Wochenschrift Gimtasis kraštas. Gleichzeitig war er Aktivist von Sąjūdis und wurde zum Sąjūdis-Seimas gewählt. 1989 war er Deputierter der Volksdeputiertenversammlung der Sowjetunion.
Ab 1992 lehrte Čekuolis als Lektor an der Universität Vilnius. Als Journalist war er Autor und bis Dezember 2016 Moderator der Sonntagssendung „Popietė su Algimantu Čekuoliu“ bei Lietuvos nacionalinis radijas ir televizija. Er nahm regelmäßig an der Buchmesse Vilnius bei Litexpo teil (bis einschließlich 2017) und leitete zuvor Reisegruppen in verschiedenen Regionen der Welt (Europa, Asien etc.).
Seit 1996 war Čekuolis verheiratet mit der Psychologin Edita Sirvidytė. Aus der ersten Ehe hatte er zwei erwachsene Kinder.

## Auszeichnungen
- 2002: Großfürst-Gediminas-Orden
- 2003: Orden für Verdienst